# Dryadomorpha metrosideri
Dryadomorpha metrosideri är en insektsart som beskrevs av Henry Fairfield Osborn 1934. Dryadomorpha metrosideri ingår i släktet Dryadomorpha och familjen dvärgstritar. Inga underarter finns listade i Catalogue of Life.